# District de Kitakatsuragi
Le district de Kitakatsuragi (北葛城郡, Kitakatsuragi-gun) est un district de la préfecture de Nara au Japon.
Au 1er décembre 2014, sa population était de 97 287 habitants pour une superficie de 37,74 km2.

## Communes du district
- Kanmaki
- Kawai
- Kōryō
- Ōji